# مارتن وینکلر
مارتن وینکلر (انگلیسی: Marten Winkler؛ زادهٔ ۳۱ اکتبر ۲۰۰۲) بازیکن فوتبال اهل آلمان است.
وی همچنین در تیم ملی فوتبال جوانان آلمان بازی کرده‌است.